# Bray-Saint-Aignan
Bray-Saint-Aignan – gmina we Francji, w Regionie Centralnym, w departamencie Loiret. W 2013 roku liczba ludności wynosiła 1734 mieszkańców. 
Gmina została utworzona 1 stycznia 2017 roku z połączenia trzech ówczesnych gmin: Bray-en-Val oraz Saint-Aignan-des-Gués. Siedzibą gminy została miejscowość Bray-en-Val.